# مارسل دوئیس
مارسل دوئیس (فرانسوی: Marcel Dohis‎؛ زادهٔ) دوچرخه‌سوار اهل فرانسه است.